# Eline Berings
Eline Berings (née le 28 mai 1986 à Gand) est une athlète belge spécialiste du 100 mètres haies.

## Carrière
Elle fait ses débuts sur la scène internationale à l'occasion des Championnats du monde jeunesse 2003, se classant septième de la finale du 100 m haies. En 2005, elle remporte la finale des Championnats d'Europe juniors de Kaunas, devançant la Norvégienne Christina Vukicevic. Elle s'incline dès les séries des Championnats d'Europe 2006 et des Championnats du monde 2007.
Le 6 mars 2009, Eline Berings monte sur la plus haute marche du podium des Championnats d'Europe en salle de Turin, établissant un nouveau record personnel en 7 s 92 sur 60 mètres haies. Sélectionnée pour les Championnats du monde 2009 de Berlin, elle est éliminée au stade des demi-finales.
Le 20 février 2018, elle est la seule athlète belge (homme et femme confondus) à être sélectionnée en compagnie du relais 4 × 400 m aux championnats du monde en salle de Birmingham. Elle s'alignera sur sa distance, le 60 m haies.
Le 18 juillet 2018, à Liège, Eline Berings bat à 32 ans et après neuf années de batailles contre les blessures son record personnel. En retranchant sa meilleure performance de 15 centièmes, elle améliore ainsi son temps à 12 s 72, à un centième du record de Belgique d'Anne Zagré.

## Palmarès
| Date | Compétition                       | Lieu             | Résultat | Épreuve     | Temps   |
| ---- | --------------------------------- | ---------------- | -------- | ----------- | ------- |
| 2005 | Championnats d'Europe juniors     | Kaunas           | 1re      | 100 m haies | 13 s 41 |
| 2007 | Championnats d'Europe en salle    | Birmingham       | 8e       | 60 m haies  | 8 s 56  |
| 2009 | Championnats d'Europe en salle    | Turin            | 1re      | 60 m haies  | 7 s 92  |
| 2012 | Championnats du monde en salle    | Istanbul         | 5e       | 60 m haies  | 8 s 08  |
| 2013 | Championnats d'Europe en salle    | Göteborg         | 6e       | 60 m haies  | 8 s 08  |
| 2014 | Championnats d'Europe par équipes | Tallinn          | 3e       | 100 m haies | 13 s 35 |
| 2014 | Championnats d'Europe             | Zurich           | 8e       | 100 m haies | 13 s 24 |
| 2018 | Championnats d'Europe             | Berlin           | 9e       | 100 m haies | 12 s 94 |
| 2018 | Ligue de diamant                  | Ligue de diamant | 7e       | 100 m haies | 12 s 94 |

### Championnats de Belgique
| Outdoor     | 2003 | 2004 | 2005 | 2006 | 2007 | 2008 | 2009 | 2010 | 2011 | 2012 | 2013 | 2014 | 2015 | 2016 | 2017 | 2018 | 2019 | 2020 | 2021 |
| ----------- | ---- | ---- | ---- | ---- | ---- | ---- | ---- | ---- | ---- | ---- | ---- | ---- | ---- | ---- | ---- | ---- | ---- | ---- | ---- |
| 100 m haies | –    | 2e   | 8e   | 1re  | 1re  | 2e   | 1re  | 3e   | –    | 2e   | 3e   | 1re  | –    | –    | 2e   | 1re  | 3e   | –    |      |

| Indoor      | 2003 | 2004 | 2005 | 2006 | 2007 | 2008 | 2009 | 2010 | 2011 | 2012 | 2013 | 2014 | 2015 | 2016 | 2017 | 2018 | 2019 | 2020 | 2021 |
| ----------- | ---- | ---- | ---- | ---- | ---- | ---- | ---- | ---- | ---- | ---- | ---- | ---- | ---- | ---- | ---- | ---- | ---- | ---- | ---- |
| 060 m       | 7e   | –    | –    | –    | –    | –    | –    | 2e   | –    | 1re  | –    | –    | 1re  | –    | –    | –    | –    | –    | –    |
| 060 m haies | –    | 1re  | 2e   | 1re  | 1re  | 1re  | 1re  | 1re  | –    | 1re  | 2e   | DQ   | 1re  | 1re  | –    | 1re  | 1re  | 1re  | 2e   |

## Records personnels
| Épreuve     | Performance | Lieu          | Date            |
| ----------- | ----------- | ------------- | --------------- |
| 100 m       | 11 s 77     | Saint-Nicolas | 17 mai 2007     |
| 100 m haies | 12 s 72     | Liège         | 18 juillet 2018 |

| Épreuve     | Performance | Lieu  | Date            |
| ----------- | ----------- | ----- | --------------- |
| 060 m       | 7 s 37      | Gand  | 21 février 2010 |
| 060 m haies | 7 s 92 (RN) | Turin | 6 mars 2009     |